# Jeff Bhasker
Jeff Bhasker (Kansas City, 1974. március 3. –), más néven Billy Kraven és U.G.L.Y., ötszörös Grammy-díjas amerikai producer, dalszerző, billentyűs, énekes és multiinstrumentalista. Közreműködött Kanye West amerikai rapperrel és producerrel az 808s & Heartbreak, a My Beautiful Dark Twisted Fantasy és a Watch the Throne albumain. Nyert Grammy-díjakat a Run This Town (Jay-Z), az All of the Lights (Kanye West), a We Are Young (Fun) és az Uptown Funk (Mark Ronson) dalokért, illetve 2016-ban az Év producerének választották Mark Ronson Uptown Special és Nate Ruess Grand Romantic albumáért.

## Karrier
Karrierje elején Bostonban játszott itt-ott billentyűkön, illetve egy esküvői együttesben. Miután a Tavares tagja volt, Bhasker 2001. szeptember 11-én New Yorkba költözött. A Lettuce tagjaként turnézott és elkezdett jobban a dalszerzésre koncentrálni. Egyik első munkája Goapelével volt, az Even Closer (2002) albumán. Bhasker producere volt a Game első albumának egyik dalának.
2005-ben Los Angelesbe költözött és Diane Warren alatt készített demófelvételeket. Bruno Marssal együtt írt és Steve Lindsey volt mentoruk. A korábbival együtt egy együttesben koncerteztek a városban. Nem sokkal ezután kezdett el többet is együtt dolgozni Kanye West rapperrel és producerrel, először a Glow in the Dark turnén billentyűsként. Westet lenyűgözte Bhasker zenei képessége és felvette, mint zenei rendező. Ezt a szerepet töltötte volna be a végül lemondott Fame Kills: Starring Kanye West and Lady Gaga turnén is, amely helyett végül Gaga The Monster Ball turnéján volt zenei rendező. Bhasker több West-albumon is közreműködött, mint az 808s & Heartbreak, a My Beautiful Dark Twisted Fantasy és a Jay-Z-közreműködés Watch the Throne-on. Bhasker Grammy-díjat nyert a legjobb rapdalért, az All of the Lights-on és a Run This Town-on végzett munkájáért.
Dolgozott ezek mellett Alicia Keys és Natalia Kills albumain, az utóbbin Billy Kraven név alatt. Együttműködött Beyoncéval az I Care, a Rather Die Young és a Party dalokon, 4 című albumáról.
2012-ben együttműködött Pinkkel a Just Give Me a Reason dalon, Lana Del Rey-jel a Summertime Sadness-en és Emeli Sandéval a My Kind of Love-on. A Fun 2012-es Some Nights albumának ő volt az elsőszámú producere, amiért 2013-ban elnyerte az év dala Grammy-díjat (We Are Young). Ezek mellett jelölték az Év albuma díjra, az Év felvétele díjra és az Év producere díjra is.
Dalszerző és producer volt Mark Ronson Uptown Funk kislemezén, amiért 2016-ban elnyerte az év felvétele díjat. Ezek mellett ebben az évben az Év producere is lett, dolgozott többek között Nate Ruess, Elle King és Mikky Ekko mellett is.

## Díjak és jelölések
| Év   | Díjátadó   | Jelölt/Munka          | Kategória                       | Eredmény | For.   |
| ---- | ---------- | --------------------- | ------------------------------- | -------- | ------ |
| 2009 | Grammy-díj | Swagga Like Us        | Legjobb rapdal                  | Jelölve  | [ 11 ] |
| 2010 | Grammy-díj | Run This Town         | Legjobb rapdal                  | Elnyerte | [ 11 ] |
| 2012 | Grammy-díj | All of the Lights     | Legjobb rapdal                  | Elnyerte | [ 11 ] |
| 2012 | Grammy-díj | All of the Lights     | Az év dala                      | Jelölve  | [ 11 ] |
| 2013 | Grammy-díj | We Are Young          | Az év dala                      | Elnyerte | [ 11 ] |
| 2013 | Grammy-díj | We Are Young          | Az év felvétele                 | Jelölve  | [ 11 ] |
| 2013 | Grammy-díj | Some Nights           | Az év albuma                    | Jelölve  | [ 11 ] |
| 2013 | Grammy-díj | Önmaga                | Az év producere, nem klasszikus | Jelölve  | [ 11 ] |
| 2014 | Grammy-díj | Locked Out of Heaven  | Az év felvétele                 | Jelölve  | [ 11 ] |
| 2014 | Grammy-díj | Just Give Me a Reason | Az év dala                      | Jelölve  | [ 11 ] |
| 2014 | Grammy-díj | Red                   | Az év albuma                    | Jelölve  | [ 11 ] |
| 2015 | Grammy-díj | x                     | Az év albuma                    | Jelölve  | [ 11 ] |
| 2016 | Grammy-díj | Uptown Funk           | Az év felvétele                 | Elnyerte | [ 11 ] |
| 2016 | Grammy-díj | Önmaga                | Az év producere, nem klasszikus | Elnyerte | [ 11 ] |
| 2017 | Grammy-díj | Kiss It Better        | Legjobb R&B-dal                 | Jelölve  | [ 11 ] |

## Diszkográfia
| Cím                                                                        | Év   | Előadó                 | Album                                      | Szerepkör                             | További szerzők | További producerek                                                                           |
| -------------------------------------------------------------------------- | ---- | ---------------------- | ------------------------------------------ | ------------------------------------- | --- | -------------------------------------------------------------------------------------------- |
| Butterflykisses                                                            | 2001 | Goapele                | Closer                                     | Producer                              | - | -                                                                                            |
| Thing's Don't Exist                                                        | 2001 | Goapele                | Closer                                     | Producer                              | - | Adam Smirnoff                                                                                |
| Salvation                                                                  | 2001 | Goapele                | Closer                                     | Producer                              | - | -                                                                                            |
| The Documentary                                                            | 2005 | The Game               | The Documentary                            | Dalszerző/Producer                    | Jaceyon Taylor, Jeffrey Reed | Jeff Reed                                                                                    |
| First Love                                                                 | 2005 | Goapele                | Change It All                              | Dalszerző/Producer                    | Goapele Mohlabane | Goapele                                                                                      |
| 4AM                                                                        | 2005 | Goapele                | Change It All                              | Dalszerző/Producer                    | Goapele Mohlabane | Goapele                                                                                      |
| Battle of the Heart                                                        | 2005 | Goapele                | Change It All                              | Dalszerző/Producer                    | Goapele Mohlabane, Taz Arnold, Om'Mas Keith, Shafiq Husayn | Sa-Ra Creative Partners                                                                      |
| Love Lockdown                                                              | 2008 | Kanye West             | 808s & Heartbreak                          | Dalszerző/Co-producer                 | Kanye West, Jenny-Bea Englishman, Malik Jones, LeNeah Menzies | Kanye West                                                                                   |
| Long Distance                                                              | 2008 | Brandy                 | Human                                      | Dalszerző                             | Bruno Mars, Phillip Lawrence, Rodney Jerkins | -                                                                                            |
| Say You Will                                                               | 2008 | Kanye West             | 808s & Heartbreak                          | Dalszerző                             | Kanye West, Dexter Mills, Jay Jenkins | -                                                                                            |
| Welcome to Heartbreak (Kid Cudi közreműködésével)                          | 2008 | Kanye West             | 808s & Heartbreak                          | Dalszerző/Co-producer                 | Kanye West, Patrick Reynolds, Scott Mescudi | Kanye West, Plain Pat                                                                        |
| Amazing (Young Jeezy közreműködésével)                                     | 2008 | Kanye West             | 808s & Heartbreak                          | Dalszerző/Co-producer                 | Kanye West, Malik Jones, Dexter Mills, Jay Jenkins | Kanye West                                                                                   |
| Paranoid (Mr Hudson közreműködésével)                                      | 2008 | Kanye West             | 808s & Heartbreak                          | Dalszerző/Co-producer                 | Kanye West, Patrick Reynolds, Scott Mescudi, Dexter Mills | Kanye West, Plain Pat                                                                        |
| RoboCop                                                                    | 2008 | Kanye West             | 808s & Heartbreak                          | Dalszerző                             | Kanye West, Jenny-Bea Englishman, Malik Jones, Dexter Mills, Scott Mescudi, Anthony Williams, Faheem Najm, Jay Jenkins, Patrick Doyle                                                                    | -                                                                                            |
| See You in My Nightmares (Lil Wayne közreműködésével)                      | 2008 | Kanye West             | 808s & Heartbreak                          | Dalszerző                             | Kanye West, Ernest Wilson, Dwayne Carter | -                                                                                            |
| Coldest Winter                                                             | 2008 | Kanye West             | 808s & Heartbreak                          | Co-producer                           | - | Kanye West, No I.D.                                                                          |
| Run This Town (Rihanna és Kanye West közreműködésével)                     | 2009 | Jay-Z                  | The Blueprint 3                            | Dalszerző                             | Shawn Carter, Kanye West, Ernest Wilson, Robyn Fenty, Athanasios Alatas | -                                                                                            |
| Hate (Kanye West közreműködésével)                                         | 2009 | Jay-Z                  | The Blueprint 3                            | Dalszerző                             | Shawn Carter, Kanye West | -                                                                                            |
| My World (Billy Cravens közreműködésével)                                  | 2009 | Kid Cudi               | Man on the Moon: TheEnd of Day             | Közreműködő előadó/Dalszerző/Producer | Scott Mescudi, Patrick Reynolds, Claude Puterflam, Christian Padovan, Gerard Kawczynski | Plain Pat                                                                                    |
| Fly Here Now                                                               | 2009 | Leona Lewis            | Echo                                       | Dalszerző/Producer                    | Leona Lewis | -                                                                                            |
| Try Sleeping With a Broken Heart                                           | 2009 | Alicia Keys            | The Element of Freedom                     | Dalszerző/Producer                    | Alicia Cook, Patrick Reynolds | -                                                                                            |
| Fever                                                                      | 2009 | Adam Lambert           | For Your Entertainment                     | Dalszerző/Producer                    | Stefani Germanotta, Robert Fusari | -                                                                                            |
| Love Is Blind                                                              | 2009 | Alicia Keys            | The Element of Freedom                     | Dalszerző/Producer                    | Alicia Cook | Alicia Keys                                                                                  |
| Wait Til You See My Smile                                                  | 2009 | Alicia Keys            | The Element of Freedom                     | Dalszerző/Producer                    | Alicia Cook, Kasseem Dean | Alicia Keys                                                                                  |
| Like the Sea                                                               | 2009 | Alicia Keys            | The Element of Freedom                     | Dalszerző/Producer                    | Alicia Cook | Alicia Keys                                                                                  |
| Meiplé (Jay-Z-vel)                                                         | 2009 | Robin Thicke           | Sex Therapy: The Session                   | Co-producer                           | - | Robin Thicke, Pro Jay                                                                        |
| Elevatos (Kid Cudival)                                                     | 2009 | Robin Thicke           | Sex Therapy: The Session                   | Dalszerző/Producer                    | Robin Thicke, Scott Mescudi | Robin Thicke                                                                                 |
| Rollacoasta (Estelle közreműködésével)                                     | 2009 | Robin Thicke           | Sex Therapy: The Session                   | Dalszerző/Producer                    | Robin Thicke, Estelle Swaray | Robin Thicke                                                                                 |
| City on Fire                                                               | 2009 | Mary J. Blige          | Stronger with Each Tear                    | Dalszerző/Producer                    | Mary J. Blige, Patrick Reynolds | Plain Pat                                                                                    |
| Find Your Love                                                             | 2010 | Drake                  | Thank Me Later                             | Dalszerző/Co-producer                 | Aubrey Graham, Kanye West, Ernest Wilson, Patrick Reynolds | Kanye West, No I.D.                                                                          |
| Show Me a Good Time                                                        | 2010 | Drake                  | Thank Me Later                             | Dalszerző/Co-producer                 | Aubrey Graham, Kanye West, Ernest Wilson | Kanye West, No I.D.                                                                          |
| Power                                                                      | 2010 | Kanye West             | My Beautiful Dark TwistedFantasy           | Dalszerző/További produceri munka     | Kanye West, Larry Griffin Jr., Michael Dean, Andwele Gardner, Kenneth Lewis, Francois Bernhaim, Jean-Pierre Lang, Boris Bergman, Robert Fripp, Michael Giles, Gregory Lake, Ian McDonald, Peter Sinfield | S1, Kanye West, Mike Dean, Andrew Dawson                                                     |
| Bang (CX közreműködésével)                                                 | 2010 | Jasbir Jassi           | Jassi - Back with a Bang                   | Producer                              | - | -                                                                                            |
| Kalaria                                                                    | 2010 | Jasbir Jassi           | Jassi - Back with a Bang                   | Producer                              | - | Adam Deitch                                                                                  |
| Mela (CX közreműködésével)                                                 | 2010 | Jasbir Jassi           | Jassi - Back with a Bang                   | Producer                              | - | -                                                                                            |
| Baliye                                                                     | 2010 | Jasbir Jassi           | Jassi - Back with a Bang                   | Producer                              | - | -                                                                                            |
| Talking to the Moon                                                        | 2010 | Bruno Mars             | Doo-Wops & Hooligans                       | Dalszerző/Co-producer                 | Bruno Mars, Philip Lawrence, Ari Levine, Albert Winkler | The Smeezingtons                                                                             |
| Runaway (Pusha T közreműködésével)                                         | 2010 | Kanye West             | My Beautiful Dark TwistedFantasy           | Dalszerző/Co-producer                 | Kanye West, Emile Haynie, Terrence Thornton, Michael Dean, Malik Jones, Jonathan Branch | Kanye West, Emile Haynie, Mike Dean                                                          |
| Monster (Jay-Z, Rick Ross, Nicki Minaj és Bon Iver közreműködésével)       | 2010 | Kanye West             | My Beautiful Dark TwistedFantasy           | Dalszerző                             | Kanye West, Shawn Carter, Patrick Reynolds, Michael Dean, William Roberts II, Onika Maraj, Justin Vernon                                                                                                 | -                                                                                            |
| Mr. Rager                                                                  | 2010 | Kid Cudi               | Man on the Moon II: TheLegend of Mr. Rager | Producer                              | - | Emile Haynie                                                                                 |
| Dark Fantasy                                                               | 2010 | Kanye West             | My Beautiful Dark TwistedFantasy           | Dalszerző/További produceri munka     | Kanye West, Robert Diggs, Ernest Wilson, Michael Dean, Malik Jones, Jonathan Anderson, Michael Oldfield                                                                                                  | RZA, Kanye West, No I.D., Mike Dean                                                          |
| All of the Lights (Interlude)                                              | 2010 | Kanye West             | My Beautiful Dark TwistedFantasy           | Dalszerző                             | Kanye West, Malik Jones, Warren Trotter | -                                                                                            |
| All of the Lights                                                          | 2010 | Kanye West             | My Beautiful Dark TwistedFantasy           | Dalszerző/Co-producer                 | Kanye West, Malik Jones, Warren Trotter | Kanye West                                                                                   |
| Lost in the World (Bon Iver közreműködésével)                              | 2010 | Kanye West             | My Beautiful Dark TwistedFantasy           | Dalszerző/Co-producer                 | Kanye West, Manu Dibango, Justin Vernon, Gilbert Scott-Heron | Kanye West                                                                                   |
| Eyez Closed (Kanye West & John Legend közreműködésével)                    | 2011 | Snoop Dogg             | Doggumentary                               | Producer                              | - | Kanye West, Mike Dean                                                                        |
| Free (Will.i.am közreműködésével)                                          | 2011 | Natalia Kills          | Perfectionist                              | Dalszerző/Producer                    | Natalia Kerry Fisher, Scott Mescudi, Ernest Wilson | No I.D.                                                                                      |
| Zombie                                                                     | 2011 | Natalia Kills          | Perfectionist                              | Dalszerző/Producer                    | Natalia Kerry-Fisher | -                                                                                            |
| Heaven                                                                     | 2011 | Natalia Kills          | Perfectionist                              | Dalszerző/Producer                    | Natalia Kerry-Fisher | -                                                                                            |
| Nothing Lasts Forever (Billy Kraven közreműködésével)                      | 2011 | Natalia Kills          | Perfectionist                              | Közreműködő előadó/Dalszerző/Producer | Natalia Kerry-Fisher | -                                                                                            |
| I Care                                                                     | 2011 | Beyoncé                | 4                                          | Dalszerző/Producer                    | Beyonce Knowles-Carter, Charles Hugo | Beyoncé                                                                                      |
| Party (Andre 3000 közreműködésével)                                        | 2011 | Beyoncé                | 4                                          | Dalszerző/Co-producer                 | Beyonce Knowles-Carter, Kanye West, Andre Benjamin, Dexter Mills, Douglas Fresh, Richard Walters | Beyoncé, Kanye West                                                                          |
| Rather Die Young                                                           | 2011 | Beyoncé                | 4                                          | Dalszerző/Producer                    | Beyonce Knowles-Carter, Lucas Steele | Beyoncé, Luke Steele                                                                         |
| Lift Off (Beyoncé közreműködésével)                                        | 2011 | Jay-Z és Kanye West    | Watch the Throne                           | Dalszerző/Producer                    | Shawn Carter, Kanye West, Michael Dean, Pharrell Williams, Peter Hernandez, Henry Samuel | Kanye West, Mike Dean, Q-Tip, Pharrell Williams, Don Jazzy                                   |
| That's My Bitch                                                            | 2011 | Jay-Z és Kanye West    | Watch the Throne                           | Dalszerző/Co-producer                 | Shawn Carter, Kanye West, Kamaal Fareed, Justin Vernon, James Brown, Bobby Byrd, Ronald Lenhoff, Jeremiah Jordan                                                                                         | Kanye West, Q-Tip                                                                            |
| The Joy (Curtis Mayfield közreműködésével)                                 | 2011 | Jay-Z és Kanye West    | Watch the Throne                           | További produceri munka               | - | Peter Rock, Kanye West, Lex Luger, Mike Dean                                                 |
| We Are Young (Janelle Monáe közreműködésével)                              | 2011 | Fun                    | Some Nights                                | Dalszerző/Producer                    | Nathaniel Ruess, Andrew Dost, Jack Antonoff | Jack Antonoff, Tommy D                                                                       |
| Some Nights (Intro)                                                        | 2012 | Fun                    | Some Nights                                | Dalszerző/Producer                    | Nathaniel Ruess, Andrew Dost, Jack Antonoff | Jack Antonoff, Tommy D                                                                       |
| Some Nights                                                                | 2012 | Fun                    | Some Nights                                | Dalszerző/Producer                    | Nathaniel Ruess, Andrew Dost, Jack Antonoff | Jack Antonoff                                                                                |
| Carry On                                                                   | 2012 | Fun                    | Some Nights                                | Dalszerző/Producer                    | Nathaniel Ruess, Andrew Dost, Jack Antonoff | Jack Antonoff, Tommy D                                                                       |
| It Gets Better                                                             | 2012 | Fun                    | Some Nights                                | Dalszerző/Producer                    | Nathaniel Ruess, Andrew Dost, Jack Antonoff | Jack Antonoff                                                                                |
| Why Am I the One                                                           | 2012 | Fun                    | Some Nights                                | Dalszerző/Producer                    | Nathaniel Ruess, Andrew Dost, Jack Antonoff | Jack Antonoff, Tommy D                                                                       |
| All Alone                                                                  | 2012 | Fun                    | Some Nights                                | Dalszerző/Producer                    | Nathaniel Ruess, Andrew Dost, Jack Antonoff | Jack Antonoff                                                                                |
| All Alright                                                                | 2012 | Fun                    | Some Nights                                | Dalszerző/Co-producer                 | Nathaniel Ruess, Andrew Dost, Jack Antonoff, Emile Haynie, Jake Dutton | Jack Antonoff, Emile Haynie, Jake One                                                        |
| One Foot                                                                   | 2012 | Fun                    | Some Nights                                | Dalszerző/Co-producer                 | Nathaniel Ruess, Andrew Dost, Jack Antonoff, Emile Haynie | Jack Antonoff, Emile Haynie                                                                  |
| Stars                                                                      | 2012 | Fun                    | Some Nights                                | Dalszerző/Producer                    | Nathaniel Ruess, Andrew Dost, Jack Antonoff | Jack Antonoff, Tommy D                                                                       |
| Out on the Town                                                            | 2012 | Fun                    | Some Nights                                | Dalszerző                             | Nathaniel Ruess, Andrew Dost, Jack Antonoff, Emile Haynie | -                                                                                            |
| Diet Mountain Dew                                                          | 2012 | Lana Del Rey           | Born to Die                                | Co-producer                           | - | Emile Haynie, Mike Daly                                                                      |
| National Anthem                                                            | 2012 | Lana Del Rey           | Born to Die                                | További produceri munka               | - | Emile Haynie, The Nexus                                                                      |
| Carmen                                                                     | 2012 | Lana Del Rey           | Born to Die                                | További produceri munka               | - | Emile Haynie, Justin Parker                                                                  |
| Girl on Fire (szóló / Nicki Minaj közreműködésével)                        | 2012 | Alicia Keys            | Girl on Fire                               | Dalszerző/Producer                    | Alicia Cook, Salaam Remi, Onika Maraj, William Squier | Alicia Keys, Salaam Remi                                                                     |
| Just Give Me a Reason (Nate Ruess közreműködésével)                        | 2012 | Pink                   | The Truth About Love                       | Dalszerző/Producer                    | Alicia Moore, Nathaniel Ruess | -                                                                                            |
| Locked Out of Heaven                                                       | 2012 | Bruno Mars             | Unorthodox Jukebox                         | Producer                              | - | The Smeezingtons, Emile Haynie, Mark Ronson                                                  |
| Doom and Gloom                                                             | 2012 | The Rolling Stones     | GRRR!                                      | Producer                              | - | Don Was, The Glimmer Twins, Emile Haynie                                                     |
| Holy Ground                                                                | 2012 | Taylor Swift           | Red                                        | Producer                              | - | -                                                                                            |
| The Lucky One                                                              | 2012 | Taylor Swift           | Red                                        | Producer                              | - | -                                                                                            |
| Tears Always Win                                                           | 2012 | Alicia Keys            | Girl on Fire                               | Dalszerző/Producer                    | Alicia Cook, Bruno Mars, Philip Lawrence | Alicia Keys                                                                                  |
| Young Girls                                                                | 2012 | Bruno Mars             | Unorthodox Jukebox                         | Dalszerző/Producer                    | Bruno Mars, Philip Lawrence, Ari Levine, Emile Haynie, Morris Davis | The Smeezingtons, Emile Haynie                                                               |
| Gorilla                                                                    | 2012 | Bruno Mars             | Unorthodox Jukebox                         | Producer                              | - | The Smeezingtons, Emile Haynie, Mark Ronson                                                  |
| Moonshine                                                                  | 2012 | Bruno Mars             | Unorthodox Jukebox                         | Dalszerző/Producer                    | Bruno Mars, Philip Lawrence, Ari Levine, Andrew Wyatt, Mark Ronson | The Smeezingtons, Mark Ronson                                                                |
| Let Us Move On (Kendrick Lamar közreműködésével)                           | 2013 | Dido                   | Girl Who Got Away                          | Dalszerző                             | Dido Armstrong, Rowland Armstrong, Kendrick Duckworth, Patrick Reynolds | -                                                                                            |
| Can't Stop                                                                 | 2013 | OneRepublic            | Native                                     | Dalszerző/Producer                    | Ryan Tedder, Tyler Johnson | Tyler Johnson, Ryan Tedder, Emile Haynie                                                     |
| Headlights (Nate Ruess közreműködésével)                                   | 2013 | Eminem                 | The Marshall Mathers LP 2                  | Dalszerző/Producer                    | Marshall Mathers III, Nathaniel Ruess, Emile Haynie, Luis Resto | Emile Haynie, Eminem                                                                         |
| Photograph                                                                 | 2014 | Ed Sheeran             | X                                          | Producer                              | - | Emile Haynie                                                                                 |
| Tropical Chancer                                                           | 2014 | La Roux                | Trouble in Paradise                        | Dalszerző                             | Eleanor Jackson, Ian Sherwin, Grace Jones | -                                                                                            |
| Uptown Funk (Bruno Mars közreműködésével)                                  | 2014 | Mark Ronson            | Uptown Special                             | Dalszerző/Producer                    | Mark Ronson, Bruno Mars, Philip Lawrence, Devon Gallaspy, Nicholaus Williams, Lonnie Simmons, Ronnie Wilson, Charles Wilson, Rudolph Taylor, Robert Wilson                                               | Mark Ronson, Bruno Mars                                                                      |
| Uptown's First Finale (Stevie Wonder és Andrew Wyatt közreműködésével)     | 2015 | Mark Ronson            | Uptown Special                             | Dalszerző/Producer                    | Mark Ronson, Michael Chabon | Mark Ronson, Emile Haynie                                                                    |
| Summer Breaking (Kevin Parker közreműködésével)                            | 2015 | Mark Ronson            | Uptown Special                             | Dalszerző/Producer                    | Mark Ronson, Michael Chabon, Kevin Parker | Mark Ronson, Emile Haynie                                                                    |
| Feel Right (Mystikal közreműködésével)                                     | 2015 | Mark Ronson            | Uptown Special                             | Producer                              | - | Mark Ronson, Bruno Mars, Boys Noize                                                          |
| I Can't Lose (Keyone Star közreműködésével)                                | 2015 | Mark Ronson            | Uptown Special                             | Dalszerző/Producer                    | Mark Ronson, Michael Chabon | Mark Ronson, Emile Haynie, DJ Zinc, TEED                                                     |
| Daffodils (Kevin Parker közreműködésével)                                  | 2015 | Mark Ronson            | Uptown Special                             | Producer                              | - | Mark Ronson, James Ford, Riton                                                               |
| Crack in the Pearl (Andrew Wyatt közreműködésével)                         | 2015 | Mark Ronson            | Uptown Special                             | Dalszerző/Producer                    | Mark Ronson, Michael Chabon | Mark Ronson, Emile Haynie                                                                    |
| In Case of Fire (Jeff Bhasker közreműködésével)                            | 2015 | Mark Ronson            | Uptown Special                             | Közreműködő előadó/Dalszerző/Producer | Mark Ronson, Michael Chabon, Nicholas Movshon, Alexander Greenwald, Rufus Wainright | Mark Ronson                                                                                  |
| Leaving Los Feliz (Kevin Parker közreműködésével)                          | 2015 | Mark Ronson            | Uptown Special                             | Dalszerző/Producer                    | Mark Ronson, Michael Chabon, Kevin Parker, Emile Haynie, Christopher Vataliro | Mark Ronson                                                                                  |
| Heavy and Rolling (Andrew Wyatt közreműködésével)                          | 2015 | Mark Ronson            | Uptown Special                             | Dalszerző/Producer                    | Mark Ronson, Michael Chabon, Andrew Wyatt | Mark Ronson, Emile Haynie                                                                    |
| Crack in the Pearl Pt. II (Stevie Wonder és Jeff Bhasker közreműködésével) | 2015 | Mark Ronson            | Uptown Special                             | Közreműködő előadó/Dalszerző/Producer | Mark Ronson, Michael Chabon | Mark Ronson                                                                                  |
| Burning House                                                              | 2015 | Cam                    | Untamed                                    | Dalszerző/Co-producer                 | Camaron Ochs, Tyler Johnson | Tyler Johnson, Hamilton Ulmer                                                                |
| Runaway Train                                                              | 2015 | Cam                    | Untamed                                    | Dalszerző/Co-producer                 | Camaron Ochs, Anders Mouridsen | Tyler Johnson, Douglas Showalter, Anders Mouridsen                                           |
| Kiss It Better                                                             | 2016 | Rihanna                | Anti                                       | Dalszerző/Producer                    | Robyn Fenty, Jonathan Glass, Natalia Kerry-Fisher | John Glass, Kuk Harrell                                                                      |
| Gone Tomorrow (Here Today)                                                 | 2016 | Keith Urban            | Ripcord                                    | Dalszerző/Producer                    | Keith Urban, Tyler Johnson | Keith Urban, Tyler Johnson                                                                   |
| Diamond Heart                                                              | 2016 | Lady Gaga              | Joanne                                     | Co-Producer                           | - | Mark Ronson, Lady Gaga, BloodPop, Josh Homme                                                 |
| Calling All My Lovelies                                                    | 2016 | Bruno Mars             | 24K Magic                                  | Dalszerző/Producer                    | Bruno Mars, Philip Lawrence, Christopher Brody Brown, James Fauntleroy, Emile Haynie | Shampoo Press & Curl, Emile Haynie                                                           |
| Too Good to Say Goodbye                                                    | 2016 | Bruno Mars             | 24K Magic                                  | Dalszerző                             | Bruno Mars, Philip Lawrence, Christopher Brody Brown, Kenneth Edmonds | Shampoo Press & Curl                                                                         |
| Sign of the Times                                                          | 2017 | Harry Styles           | Harry Styles                               | Dalszerző/Producer                    | Harry Styles, Mitch Rowland, Ryan Nasci, Alexander Salibian, Tyler Johnson | Alex Salibian, Tyler Johnson                                                                 |
| Meet Me in the Hallway                                                     | 2017 | Harry Styles           | Harry Styles                               | Dalszerző/Producer                    | Harry Styles, Mitch Rowland, Ryan Nasci, Alexander Salibian, Tyler Johnson | Alex Salibian, Tyler Johnson                                                                 |
| Carolina                                                                   | 2017 | Harry Styles           | Harry Styles                               | Dalszerző/Producer                    | Harry Styles, Thomas Hull, Mitch Rowland, Ryan Nasci, Alexander Salibian, Tyler Johnson | Kid Harpoon, Alex Salibian, Tyler Johnson                                                    |
| Two Ghosts                                                                 | 2017 | Harry Styles           | Harry Styles                               | Producer                              | - | Alex Salibian, Tyler Johnson                                                                 |
| Sweet Creature                                                             | 2017 | Harry Styles           | Harry Styles                               | További produceri munka               | - | Kid Harpoon, Alex Salibian, Tyler Johnson                                                    |
| Only Angel                                                                 | 2017 | Harry Styles           | Harry Styles                               | Dalszerző/Producer                    | Harry Styles, Mitch Rowland, Ryan Nasci, Alexander Salibian, Tyler Johnson | Alex Salibian, Tyler Johnson                                                                 |
| Kiwi                                                                       | 2017 | Harry Styles           | Harry Styles                               | Dalszerző/Producer                    | Harry Styles, Mitch Rowland, Ryan Nasci, Alexander Salibian, Tyler Johnson | Alex Salibian, Tyler Johnson                                                                 |
| Ever Since New York                                                        | 2017 | Harry Styles           | Harry Styles                               | Dalszerző/Producer                    | Harry Styles, Mitch Rowland, Ryan Nasci, Alexander Salibian, Tyler Johnson | Alex Salibian, Tyler Johnson                                                                 |
| Woman                                                                      | 2017 | Harry Styles           | Harry Styles                               | Dalszerző/Producer                    | Harry Styles, Mitch Rowland, Ryan Nasci, Alexander Salibian, Tyler Johnson | Alex Salibian, Tyler Johnson                                                                 |
| From the Dining Table                                                      | 2017 | Harry Styles           | Harry Styles                               | Dalszerző/Producer                    | Harry Styles, Mitch Rowland, Ryan Nasci, Alexander Salibian, Tyler Johnson | Alex Salibian, Tyler Johnson                                                                 |
| Pendulum                                                                   | 2017 | Katy Perry             | Witness                                    | Dalszerző/Producer                    | Katheryn Hudson, Sarah Hudson | Illangelo, Mailbox                                                                           |
| Told You So                                                                | 2017 | Miguel                 | War & Leisure                              | Dalszerző/Producer                    | Miguel Pimental, Nathan Perez | Miguel, Happy Perez                                                                          |
| Deep End                                                                   | 2018 | Lykke Li               | So Sad So Sexy                             | Dalszerző/Producer                    | Li Zachrisson, Ilsey Juber, Tyler Williams, Stephen Kozmeniuk, James Ryan Ho | T-Minus, Malay                                                                               |
| Two Nights (Aminé közreműködésével)                                        | 2018 | Lykke Li               | So Sad So Sexy                             | Dalszerző/Producer                    | Li Zachrisson, Ilsey Juber, Jonathan Coffer, James Ryan Ho, Adam Daniel | Malay, Jonny Coffer, Skrillex                                                                |
| Jaguars in the Air                                                         | 2018 | Lykke Li               | So Sad So Sexy                             | Dalszerző/Producer                    | Li Zachrisson, Ilsey Juber, Tyler Williams, James Ryan Ho | T-Minus, Malay                                                                               |
| So Sad So Sexy                                                             | 2018 | Lykke Li               | So Sad So Sexy                             | Dalszerző/Producer                    | Li Zachrisson, Andrew Wyatt, Emile Haynie, Ilsey Juber, James Ryan Ho | Emile Haynie, Malay                                                                          |
| Freeee (Ghost Town, Pt. 2)                                                 | 2018 | Kids See Ghosts        | Kids See Ghosts                            | Dalszerző/Producer                    | Kanye West, Kid Cudi, Ty Dolla Sign, Mike Dean, Corin Littler | Kanye West, Kid Cudi, Mike Dean, BoogzDaBeast, Andrew Dawson, Andy C, Russell Love Crews     |
| Come Alive                                                                 | 2019 | Madonna                | Madame X                                   | Co-producer                           | Madonna, Brittany Hazzard | Madonna, Mike Dean                                                                           |
| Looking for Mercy                                                          | 2019 | Madonna                | Madame X                                   | Co-producer                           | - | Madonna, Mike Dean                                                                           |
| Back That Up to the Beat                                                   | 2019 | Madonna                | Madame X                                   | Co-producer                           | - | Madonna, Mike Dean, Pharrell Williams                                                        |
| Take Me to the Light                                                       | 2019 | Francis and the Lights | Take Me to the Light                       | Dalszerző/Producer                    | BJ Burton, Benny Blanco, Caroline Shaw, Francis Farewell Starlite, Justin Vernon, Kanye West, Cashmere Cat, Noah Goldstein                                                                               | Kanye West, BJ Burton, Benny Blanco, Cashmere Cat, Noah Goldstein, Francis Farewell Starlite |
| Cherry                                                                     | 2019 | Harry Styles           | Fine Line                                  | Dalszerző                             | Harry Styles, Sammy Witte, Thomas Hull, Tyler Johnson | -                                                                                            |
| She                                                                        | 2019 | Harry Styles           | Fine Line                                  | Dalszerző                             | Harry Styles, Mitch Rowland, Thomas Hull | -                                                                                            |
| Treat People with Kindness                                                 | 2019 | Harry Styles           | Fine Line                                  | Dalszerző/Producer                    | Harry Styles, Ilsey Juber | -                                                                                            |
| High Road                                                                  | 2020 | Kesha                  | High Road                                  | Dalszerző/Producer                    | K. Sebert, Nate Ruess, Wrabel | Skyler Mones                                                                                 |
| Chasing Thunder                                                            | 2020 | Kesha                  | High Road                                  | Dalszerző/Producer                    | K. Sebert, Wrabel, Louis Schoorl | Schoorl                                                                                      |
| Future Nostalgia                                                           | 2020 | Dua Lipa               | Future Nostalgia                           | Dalszerző/Co-producer                 | Dua Lipa, Clarence Coffee Jr. | Skylar Mones                                                                                 |

## További információ
- Hivatalos oldal
- Jeff Bhasker az Internet Movie Database-ben (angolul)
- Jeff Bhasker a Rotten Tomatoeson (angolul)